# Santos Bermúdez
Santos Rafael Bermúdez Alfonso (Anaco) fue un ciclista profesional venezolano.
Ganó la Vuelta al Táchira, Vuelta a Venezuela, Clásico Virgen de la Consolación de Táriba, compitió en el Campeonato Mundial de Ciclismo en Ruta, Juegos Panamericanos, Vuelta a Colombia, Vuelta a México y otras carreras nacionales.

## Palmarés
1968 Venezuela
- 1.º en 2.ª etapa Vuelta al Táchira, Santa Bárbara  Venezuela

1969
- 3.º en Clasificación General Final Clásico Virgen de la Consolación de Táriba  Venezuela
- 5.º en 1.ª etapa Vuelta al Táchira, San Cristóbal  Venezuela
- 1.º en 3.ª etapa Vuelta al Táchira, Barinas  Venezuela
- 2.º en 5.ª etapa Vuelta al Táchira, Tovar  Venezuela
- 3.º en 7.ª etapa Vuelta al Táchira, Rubio  Venezuela
- 1.º en 4.ª etapa Vuelta a Colombia, Cali  Colombia
- 1.º en 17.ª etapa Vuelta a Colombia, La Dorada  Colombia

1970
- 3.º en 1.ª etapa Vuelta al Táchira, San Cristóbal  Venezuela
- 3.º en 4.ª etapa Vuelta al Táchira, Barinas  Venezuela
- 1.º en 6.ª etapa Vuelta al Táchira, Tovar  Venezuela
- 1.º en Clasificación General Final Vuelta a Venezuela  Venezuela

1971
- 2.º en 2.ª etapa Vuelta al Táchira, Santa Bárbara  Venezuela
- 2.º en 3.ª etapa Vuelta al Táchira, Barinas  Venezuela
- 4.º en 5.ª etapa Vuelta al Táchira, Valera  Venezuela

1972
- 1.º en Clasificación General Final Clásico Virgen de la Consolación de Táriba  Venezuela
- 3.º en 3.ª etapa Vuelta al Táchira, Barinas  Venezuela
- 5.º en 4.ª etapa Vuelta al Táchira, Barinas  Venezuela
- 1.º en 8.ª etapa Vuelta al Táchira, Rubio  Venezuela
- 8.º en Clasificación General Final Vuelta al Táchira  Venezuela

1973
- 3.º en 2.ª etapa Vuelta al Táchira, Santa Bárbara  Venezuela
- 1.º en 4.ª etapa parte A Vuelta al Táchira, Barrancas  Venezuela
- 5.º en 9.ª etapa Vuelta al Táchira, Rubio  Venezuela
- 2.º en 10.ª etapa Vuelta al Táchira, San Cristóbal  Venezuela
- 1.º en Clasificación General Final Vuelta al Táchira  Venezuela

1974
- 1.º en Clasificación General Final Clásico Virgen de la Consolación de Táriba  Venezuela
- 1.º en 1.ª etapa Vuelta al Táchira, San Cristóbal  Venezuela
- 1.º en 3.ª etapa parte B Vuelta al Táchira, Guanare  Venezuela
- 4.º en 3.ª etapa parte A Vuelta al Táchira, Barrancas  Venezuela
- 5.º en Clasificación General Final Vuelta al Táchira  Venezuela
- 4.º en 2.ª etapa Vuelta a Venezuela, Valera  Venezuela
- 1.º en 6.ª etapa Vuelta a Venezuela, San Cristóbal  Venezuela
- 5.º en 7.ª etapa Vuelta a Venezuela, Santa Bárbara  Venezuela
- 2.º en 11.ª etapa parte B Vuelta a Venezuela, Maracay  Venezuela
- 4.º en Clasificación General Final Vuelta a Venezuela  Venezuela

1977
- 6.º en Campeonato Mundial de Ciclismo en Ruta de 1977, Ruta  Venezuela

## Equipos
- 1969  Lotería del Táchira
- 1971  Lotería del Táchira
- 1973  Club Martell
- 1977  Selección Nacional de Venezuela